# Kaplica św. Rozalii w Bratysławie

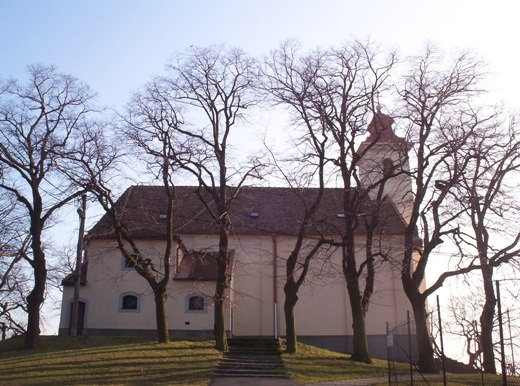
Kaplica św. Rozalii

Kaplica św. Rozalii (słow. Kaplnka svätej Rozálie) – barokowa kaplica rzymskokatolicka, znajdująca się w dzielnicy Lamač w Bratysławie, stolicy Słowacji.

## Historia
Kaplica została zbudowana w latach 1680–1682 jako wotum dziękczynne za ustąpienie epidemii dżumy, która nawiedziła miasto w latach 1678–1679, powodując śmierć około 12 tysięcy mieszkańców. Fundusze na budowę kaplicy pochodziły z publicznych datków mieszkańców Bratysławy. Kaplica została poświęcona św. Rozalii, uważanej za patronkę chroniącą przed zarazą. Święta Rozalia była pustelniczką, która według tradycji zmarła 4 września 1160 roku.

## Architektura
Kaplica została wzniesiona w stylu barokowym. Budynek nie był znacząco przebudowywany, a jedynie przechodził drobne naprawy związane z upływem czasu. Pierwsza renowacja miała miejsce w 1782 roku, kolejna w 1904 roku, kiedy wymieniono dach. W 1944 roku przeprowadzono remont, usuwając szkody spowodowane uderzeniem pioruna, który zniszczył krzyż na szczycie kaplicy oraz wnętrze budynku.

## Tradycje
Przez stulecia, w dniu św. Rozalii (4 września) odbywały się do kaplicy pielgrzymki, które zanikły w czasie II wojny światowej. Obecnie tego dnia odbywają się uroczystości odpustowe i msza święta.

## Status prawny i ochrona
Kaplica św. Rozalii jest narodowym zabytkiem kultury Słowacji, chronionym od 1963 roku ze względu na jej wartość historyczną oraz architektoniczną. Obecnie pozostaje własnością miasta Bratysława.

## Aktualności
W 2017 roku słowacki Kościół rzymskokatolicki rozpoczął negocjacje z miastem w sprawie zakupu kaplicy i jej rekonstrukcji. Decyzją rady miejskiej dzielnicy Lamač z 7 marca 2017 roku, burmistrz został zobowiązany do negocjacji w sprawie ewentualnego przejęcia kaplicy przez dzielnicę, gdyby rozmowy z Kościołem zakończyły się niepowodzeniem.